# San Benedetto in Perillis
San Benedetto in Perillis é uma comuna italiana da região dos Abruzos, província de Áquila, com cerca de 145 habitantes. Estende-se por uma área de 19 km², tendo uma densidade populacional de 8 hab/km². Faz fronteira com Acciano, Collepietro, Molina Aterno, Navelli, Popoli (PE), Vittorito.

## Demografia
| Variação demográfica do município entre 1861 e 2011                               |
|                                                                                   |
| Fonte: Istituto Nazionale di Statistica (ISTAT) - Elaboração gráfica da Wikipedia |